# Leucate

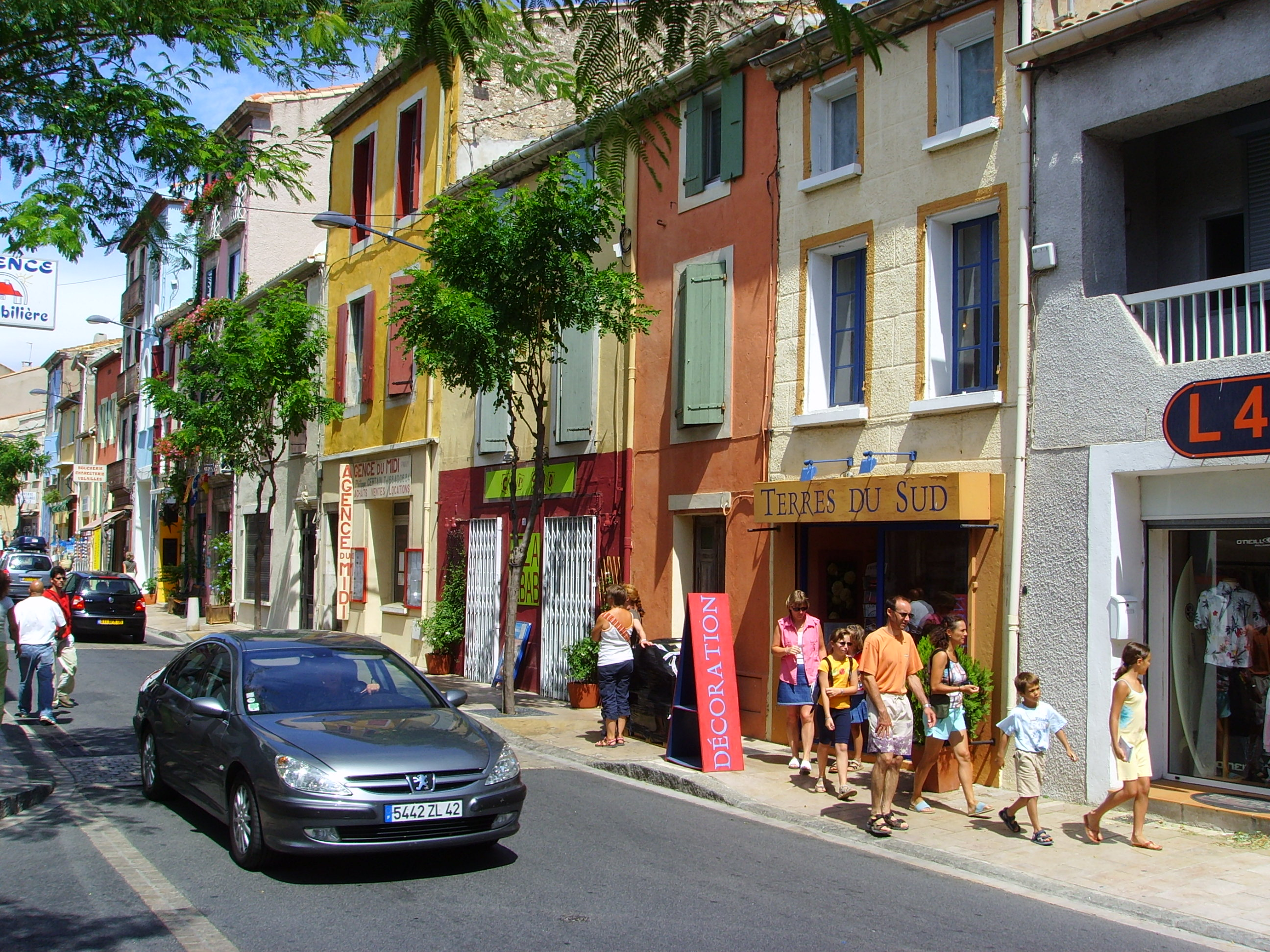
Rua principal

Leucate é uma comuna francesa  na região administrativa de Occitânia, no departamento de Aude.

## Vila naturista
A vila naturista de Port Leucate é composto por várias residências, localizadas na faixa costeira de terra, entre o lago e o mar. Esta área, estritamente reservada a naturistas, tem uma praia com cerca de 1 km de comprimento, delimitada pelo Grau de Leucate e pela entrada para o porto.